# Pho Proeung
Pho Proeung (en khmer : ផូ ព្រឿង) (né le 12 août 1903 à Phnom Penh), est un homme politique cambodgien, premier ministre du Cambodge du 19 avril 1960 au 28 janvier 1961.